# Ecuaneduba gambitaensis
Ecuaneduba gambitaensis är en insektsart som beskrevs av Chamorro Rengifo 2009. Ecuaneduba gambitaensis ingår i släktet Ecuaneduba och familjen vårtbitare. Inga underarter finns listade i Catalogue of Life.